# Nizozemské euromince

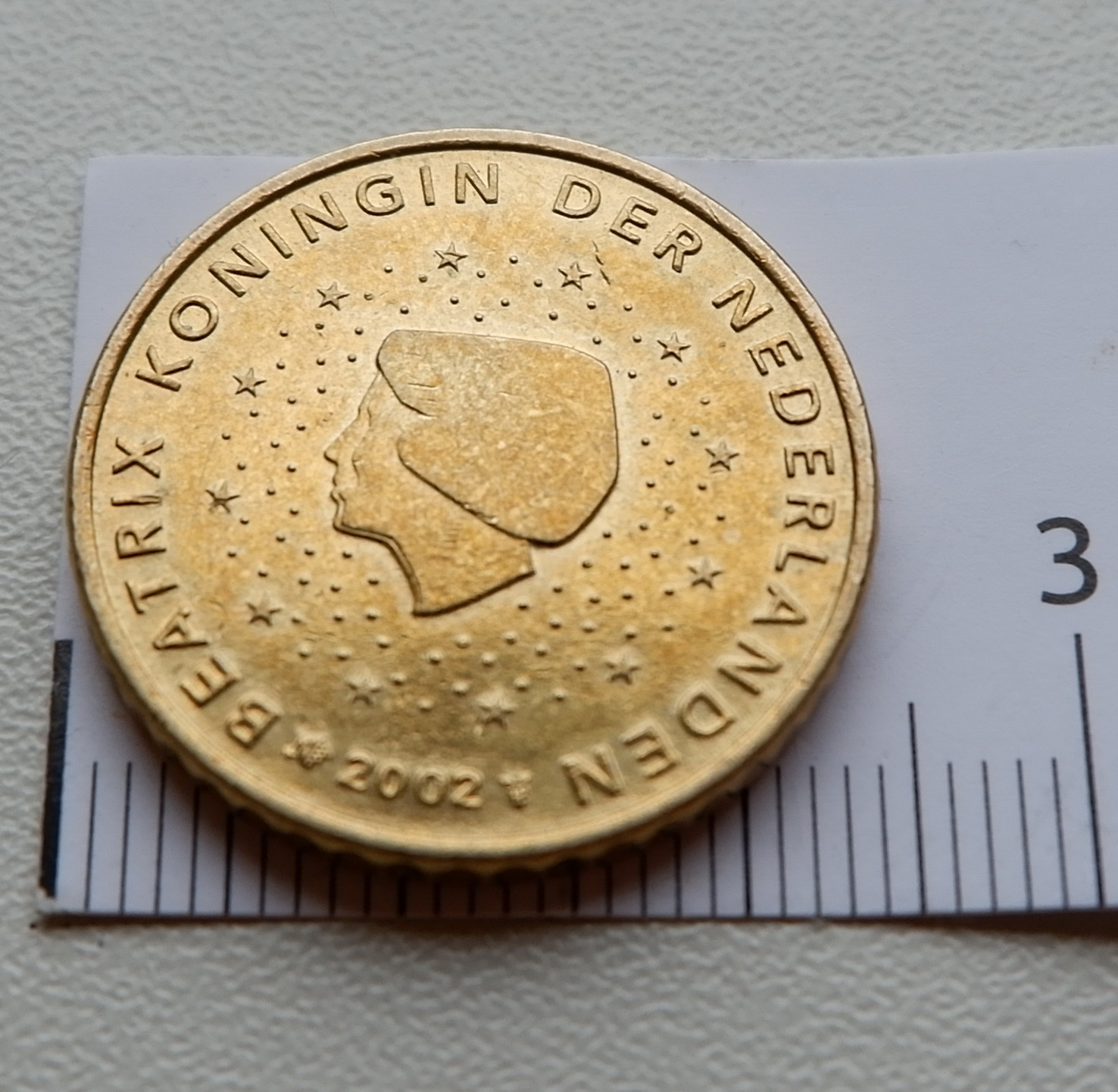
nizozemská mince 50 eurocentů

Nizozemské euromince vstoupily do oběhu 1. ledna 2002. Nizozemsko je zakládajícím členem Evropské unie a také členem Evropské měnové unie.
V Nizozemsku se od 1. září 2004 mince v hodnotách 1 a 2 centy nepoužívají a nerazí. Tyto euromince jsou stále platidlem, ale obchody je už nepřijímají. Přesto se počítá s cenami v hodnotách s přesností na 1 cent, a tak musí být ceny zaokrouhlovány na nejbližší hodnoty s přesností 5 centů (buď nahoru nebo dolů) podobně jako české haléře.

## Vzhled nizozemských mincí

### První série
Nizozemsko si pro své mince zvolilo dva motivy s portrétem královny Beatrix, které oba navrhl Bruno Ninaber van Eyben. Na mincích v hodnotě 1 a 2 eura je zobrazen portrét královny Beatrix na levé polovině a nápis „Beatrix Konigin der Nederlanden“ (nizozemsky nizozemská královna Beatrix) na pravé polovině. Na mincích v hodnotě 1, 2, 5, 10, 20 a 50 centů je z profilu zobrazena královna Beatrix uprostřed a na obvodu mince je nápis „Beatrix Konigin der Nederlanden“. Na mincích je také 12 hvězd symbolizujících Evropskou unii a rok vyražení. Mince s portrétem Beatrix byly raženy do roku 2013. 

### Druhá série
Poté, co v roce 2013 nastoupil na nizozemský trůn Vilém-Alexandr (syn královny Beatrix), začaly se v roce 2014 razit mince s jeho portrétem. 

## Pamětní mince

### Dvoueurové oběžné mince
Následující tabulka zahrnuje 2€ pamětní mice vydané mezi roky 2004 a 2022.
- 2007 – společná série mincí států eurozóny k výročí Římských smluv
- 2009 – společná série mincí států eurozóny – 10 let od zavedení eura jako bezhotovostní měny
- 2011 – 500. výročí vydání světově proslulé knihy „Laus Stultitiae“ nizozemského filozofa, humanisty a teologa Desideria Erasma
- 2012 – společná série mincí států eurozóny – 10 let od zavedení eurobankovek a euromincí
- 2013 – oznámení Jejího Veličenstva královny Beatrix o odstoupení z trůnu
- 2013 – 200 let Nizozemského království
- 2014 – oficiální pocta bývalé královně Beatrix u příležitosti její abdikace
- 2015 – společná série mincí států eurozóny – 30 let vlajky Evropské unie
- 2022 – společná série mincí států eurozóny – 35 let od zahájení programu Erasmus